# (32211) 2000 OZ10
2000 OZ10 (asteroide 32211) é um asteroide da cintura principal. Possui uma excentricidade de 0.07037780 e uma inclinação de 10.71126º.
Este asteroide foi descoberto no dia 23 de julho de 2000 por LINEAR em Socorro.